# اضطراب الحركة التكراري
اضطراب الحركة التكراري  أو اضطراب الحركة النمطي (أو اضطراب الحركات المتكررة أو القالبية) ) هو نوع من أنواع الاضطرابات الحركية يبدأ من مرحلة الطفولة وينطوي على سلوك حركي متكرر وغير وظيفي (على سبيل المثال، التلويح باليد أو قرع الرأس) يتعارض بشكل ملحوظ مع الأنشطة العادية أو يؤدي إلى حدوث إصابة بدنية. يجب التفريق بين هذا السلوك وبين السلوك المصاحب لتناول العقاقير كأثر جانبي لهذا العقار، أو أي حالة طبية أخرى؛ ولا يزال سبب هذا الاضطراب غير معروفاً.

## التصنيف
يُصنف اضطراب الحركة التكراري في التنقيح الخامس للدليل التشخيصي والإحصائي للاضطرابات العقلية على أنه اضطراب حركي، ضمن فئة الاضطرابات العصبية التنموية.

## العلامات والأعراض
تشمل سلوكيات اضطراب الحركة التكراري كل من ضرب الرأس والتلويح بالذراع، وهز اليد، والحركات الاهتزازية الإيقاعية، وعض الذات، وضرب النفس، وشك الجلد. كما تشمل أيضا مص الإبهام، قضم الأظافر، هوس نتف الشعر، صرير الأسنان والركض أو القفز غير الطبيعي.

## التشخيص
تُعتبر الحركات النمطية التكرارية شائعة في الرضع والأطفال الصغار؛ وإذا لم يحدث حالة من الضيق للطفل بسبب هذه الحركات فإنه لا حاجة لتشخيصها. لكن عندما تؤدي هذه السلوكيات إلى ضعف كبير في الأداء الوظيفي، يُصبح هناك حاجة إلى تقييم اضطراب الحركة التكراري. ولا توجد اختبارات محددة لتشخيص هذا الاضطراب، على الرغم من أنه قد يتم طلب بعض الاختبارات لاستبعاد الاضطرابات الأخرى. وقد يحدث هذا الاضطراب مصاحبا لمتلازمة لش-نيهان، أو الإعاقة الذهنية، أو التعرض للكحول أو نتيجة التسمم بالأمفيتامين.
وعند تشخيص اضطراب الحركة التكراري، فإن الدليل التشخيصي يدعو إلى تحديد ما يلي:
- مع أو بدون سلوكيات إيذاء للنفس؛
- ارتباطه بحالة طبية أخرى معروفة، أو عامل بيئي؛
- درجة الشدة (خفيفة أو معتدلة أو شديدة).

### التشخيص التفريقي
تشمل الحالات الأخرى التي تتميز بسلوكيات متكررة كل من اضطرابات طيف التوحد، واضطراب الوسواس القهري، واضطراب العرة (على سبيل المثال، متلازمة توريت)، وغيرها من الحالات بما في ذلك خلل الحركة.
وغالبا ما يحدث خطأ أثناء تشخيص اضطراب الحركة التكراري على أنه عرة أو متلازمة توريت. فعلى عكس عرات متلازمة توريت والتي تميل إلى الظهور في سن السادسة أو السابعة، فإن اضطراب الحركات التكراري يظهر عادة قبل سن الثالثة، كما أنه يحدث علي الجانبين، ويتكون من أنماط حركية مكثفة تأخذ وقت أطول من العرات. كما أن العرات من غير المرجح أن تُحفز بالإثارة. والأطفال الذين يعانون من اضطراب الحركة التكراري لا يشكون عادة من كونهم منزعجين من هذه الحركات، علي عكس الأطفال المصابون بالعرات.

## العلاج
لا يوجد دواء فعال لاضطراب الحركة التكراري، وهناك القليل من الأدلة على فعالية أي علاج. وفي الحالات غير المصابة بالتوحد أو «الأطفال النامون بشكل نموذجي» قد يكون التدريب على عكس العادة مفيدا. ولا يعد العلاج خيارا عندما لا تتداخل الحركات مع الحياة اليومية.

## مآل الحالة
يعتمد مآل اضطراب الحركة التكراري على شدة الاضطراب. ويُعتبر التعرف على الأعراض في وقت مبكر أمرا مساعدا في الحد من خطر الإصابة الذاتية، والتي يمكن أن تقل بالأدوية. وقد يستمر اضطراب الحركة التكراري الناتج من جروح الرأس بشكل دائم.

## علم الأوبئة
الأفراد ذوي الإعاقة الذهنية هي أكثر عرضة للإصابة باضطراب الحركة التكراري. وهو أكثر شيوعا في الأولاد، ويمكن أن يحدث في أي عمر.

## اقرأ أيضاً
- اضطرابات الحركة
- متلازمة درافت